# Candelaria Goyenechea Sierra
Candelaria Goyenechea y de la Sierra (Copiapó, Capitanía general de Chile, Imperio Español, 2 de febrero de 1795 - Copiapó, Chile, mayo de 1884) fue la matriarca de la familia Gallo Goyenechea, esposa de Miguel Gallo Vergara. 

## Primeros años de vida y matrimonio
Hija de Pedro Antonio Goyenechea de Azerecho y de Manuela de la Sierra Mercado. Hermanos suyos fueron Ramón Goyenechea de la Sierra, padre de Isidora Goyenechea, y María de la Luz Goyenechea de la Sierra, madre de Rosario Montt Goyenechea.
Contrajo matrimonio con Miguel Gallo Vergara. Enviudó en 1842. En 1859 ayudó con su fortuna a su hijo Pedro León Gallo, caudillo de la revolución constituyente de Atacama, y cuando éste fue vencido en la batalla de Cerro Grande, la señora Candelaria se dedicó a ayudar a las familias de los soldados.
Trabajó, impulsando con su fortuna, los minerales de Atacama, principalmente el de Chañarcillo. En él, la veta minera más importante fue llamada veta Candelaria.
Fue una gran filántropa, y en 1879 ayudó a los soldados de Atacama que lucharon en la guerra contra Perú y Bolivia.